# Kanzashi
Kanzashi (簪?) sunt ornamente pentru păr utilizate în coafurile japoneze tradiționale. Realizarea acestor podoabe au atins punctul culminant în perioada Edo. Este posibil ca unele modele să fi fost modificate pentru autoapărare.

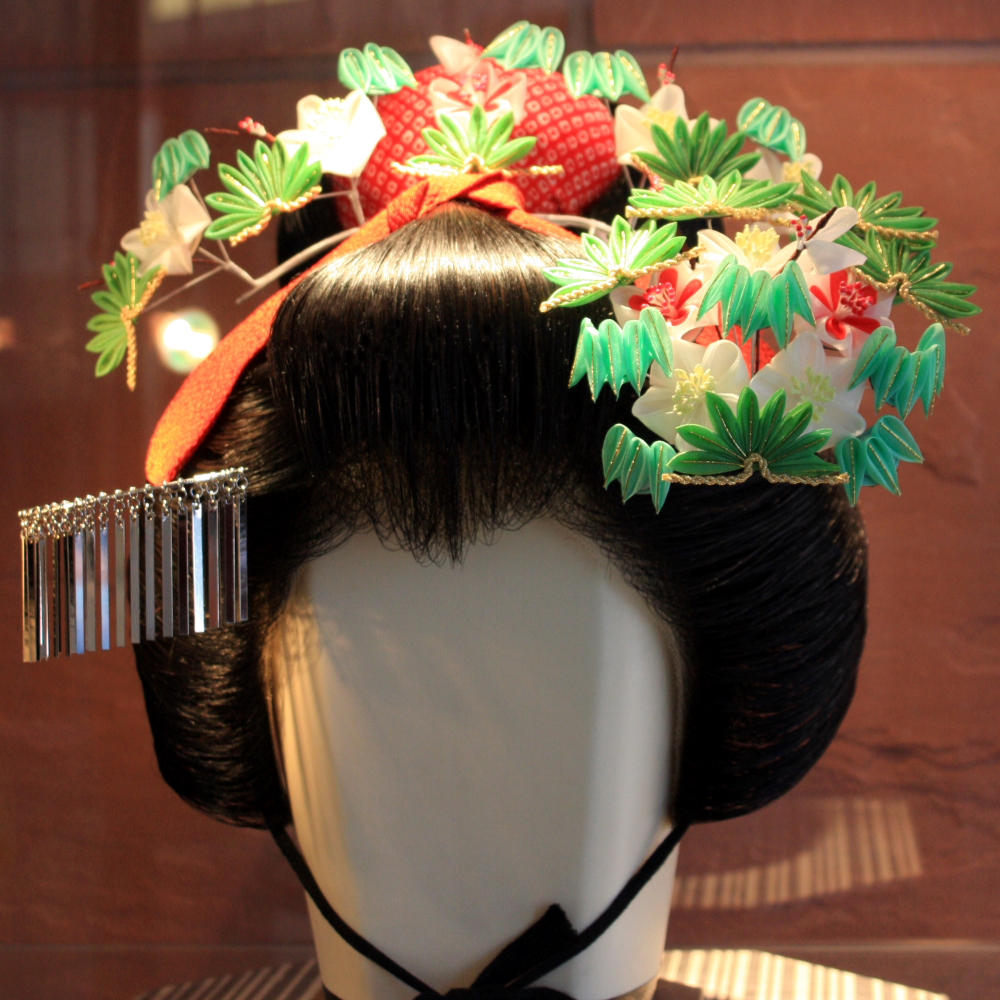
Un kanzashi tsumami modern purtat de maiko

Termenul „kanzashi” în zilele de azi este aplicat florilor de pânză pliate care împodobeau în mod tradițional tsumami kanzashi sau tehnicii folosite pentru a realiza acele flori pliate.

## Istorie
Kanzashi au fost folosite pentru prima dată în Japonia în perioada Jōmon. În acea perioadă, o singură tijă subțire sau un băț erau considerate a avea puteri mistice care puteau îndepărta spiritele rele, astfel încât oamenii le purtau în păr. Aceasta perioada coincide cu aparitia primelor predecesori ai pieptenelui de par japonez moderne.
În perioada Nara, în Japonia au fost aduse o gamă variata de obiecte culturale chinezești, inclusiv zan (scrise cu același caracter chinezesc - kanzashi) și alte ornamente pentru păr. În perioada Heian, stilul tradițional de a prinde părul sus a fost modificat și înlocuit în stilul de purtare lung, legat în spate la un nivel mai jos. În această perioadă, kanzashi a început să fie folosit ca termen general pentru orice ornament pentru păr, inclusiv pieptenele și agrafele. În perioada Azuchi-Momoyama, coafurile s-au schimbat din taregami (垂髪?), sau păr lung drept, la o varietate mai largă de „coafură japoneză” (日本髪 Nihongami?) care folosea mai mult ornamentele pentru păr.
Kanzashi a ajuns să fie folosit pe scară largă în perioada Edo, când coafurile au devenit mai variate și mai complicate, folosind și un număr mai mare de ornamente. Astfel, artizanii au început să producă produse mai fine, inclusiv și ornamente de păr ce puteau fi folosite ca arme de apărare. În ultima parte a perioadei Edo, meșteșugul kanzashi a atins un punct înalt, fiind create multe stiluri și modele.
În zilele noastre, kanzashi sunt purtate în special de către mirese, purtătorii profesioniști de kimono cum ar fi geisha, tayū și oiran, sau de către adepții în ceremonia japoneză a ceaiului și ikebana. Cu toate acestea, se evidențiază o renaștere în rândul tinerelor femei japoneze care doresc să adauge o notă elegantă costumului de afaceri. Există multe varietăți și multe stiluri de a purta kanzashi. Modul în care o gheișă își poartă kanzashi indică statutul ei imediat unui public informat, aceasta fiind determinată de locație și tipul de kanzashi. Maiko poartă un număr mai mare de kanzashi și mai aprofundate comparativ cu gheișele mai în vârstă. Coafurile purtate de maiko la fel diferă, având modele unde kanzashi trebuie purtat într-o compoziție fixă.
Din anul 1982, Tsumami kanzashi a fost desemnat oficial ca meșteșug tradițional japonez în regiunea Tōkyō. Artizanii își petrec în mod tradițional între cinxi și zece ani de ucenicie, însă numarul lor estimat în țară a scăzut considerabil din 2002 până în 2010, de la cincisprezece la cinci. Cu toate acestea, tehnica de pliere a petalelor a devenit un hobby popular, datorită cărților de instrucțiuni, seturilor educative și lecțiilor din surse precum Muzeul Tsumami Kanzashi din Shinjuku. Ca urmare, unii studenți au ocolit sistemul tradițional de ucenicie pentru a se stabili ca artizani profesioniști independenți ai tsumami kanzashi din Japonia.

## Tipuri generale

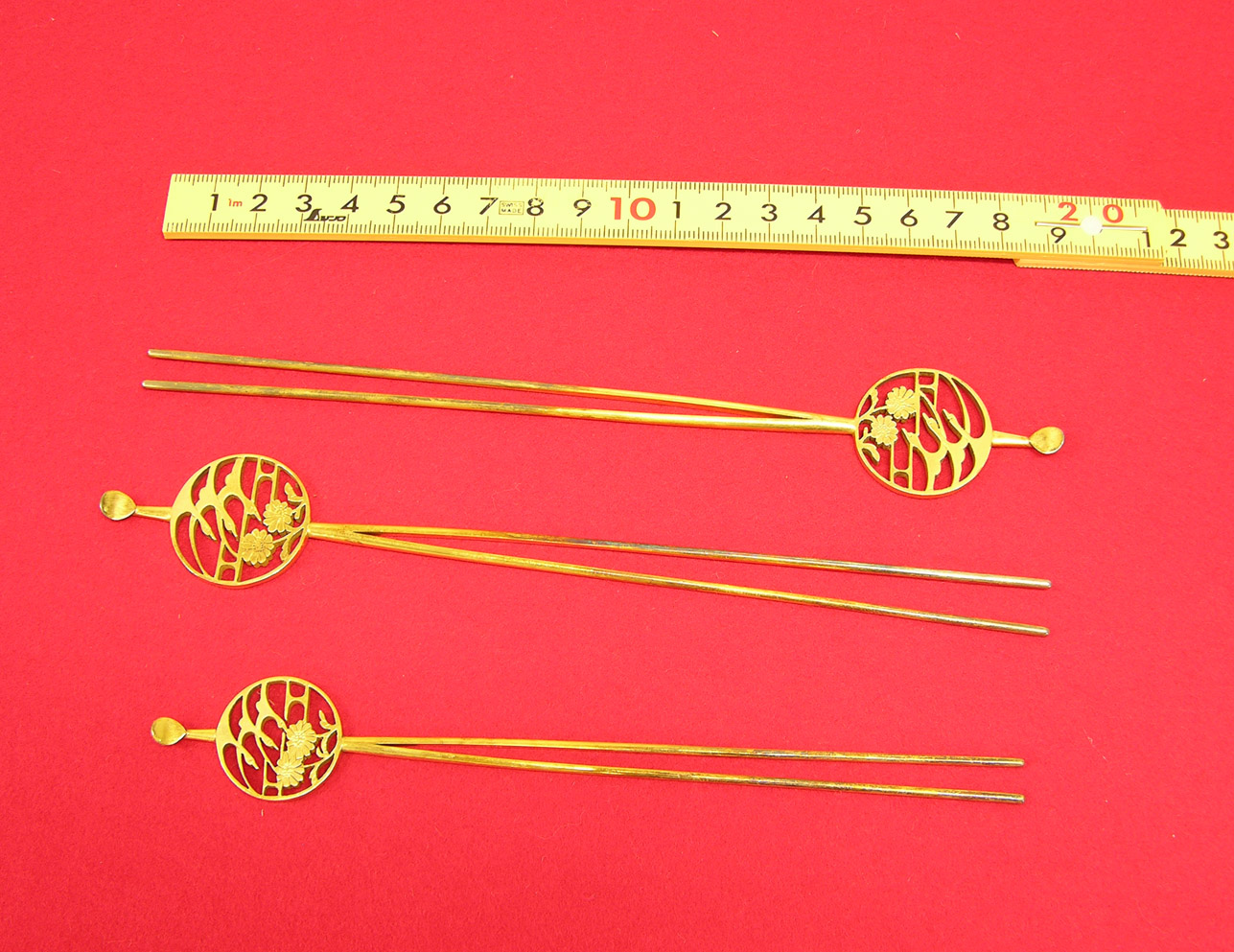
Kanzashi de alamă placat cu aur. Perioada necunoscută.

Kanzashi sunt fabricate dintr-o gamă largă de materiale, de la lemnul lăcuit, aur, argint, la carapace de broască țestoasă și mătase, ajungând mai recent să fie fabricate și din plastic.
Există mai multe stiluri de kanzashi tradiționale care au urmat în mod tradițional hana și aranjamentele sezoniere. Astăzi aceste aranjamente sunt urmate doar de maiko.

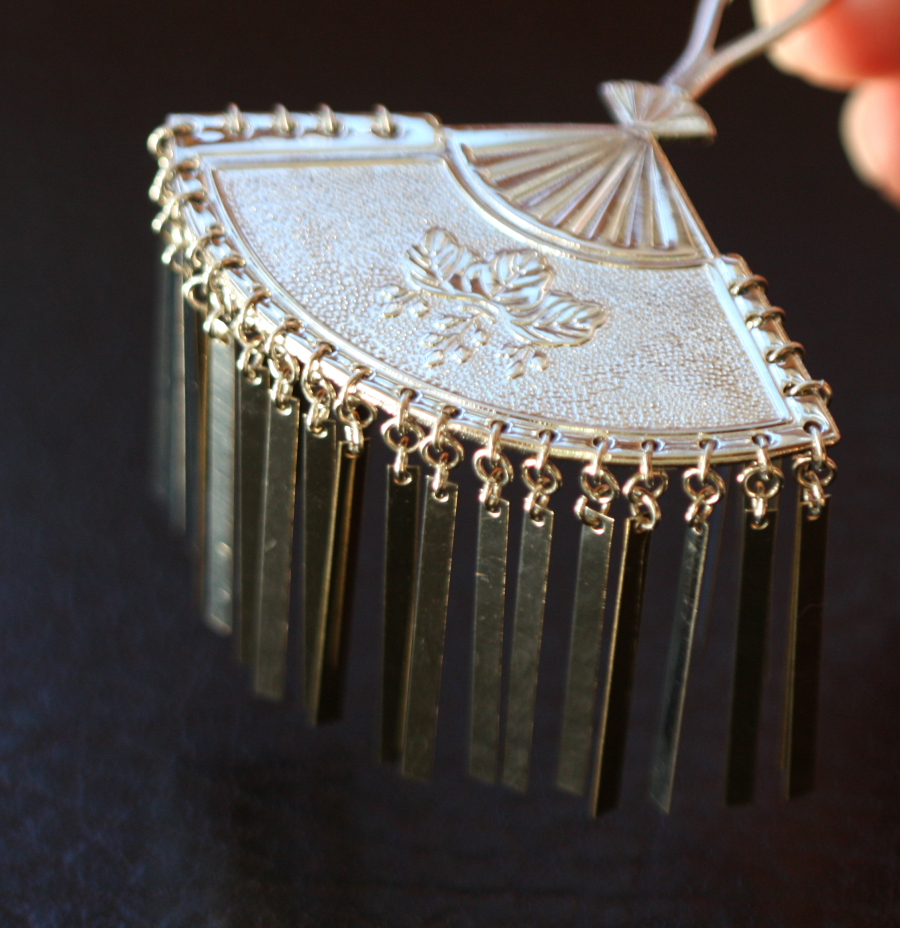
Ogi-bira kanzashi

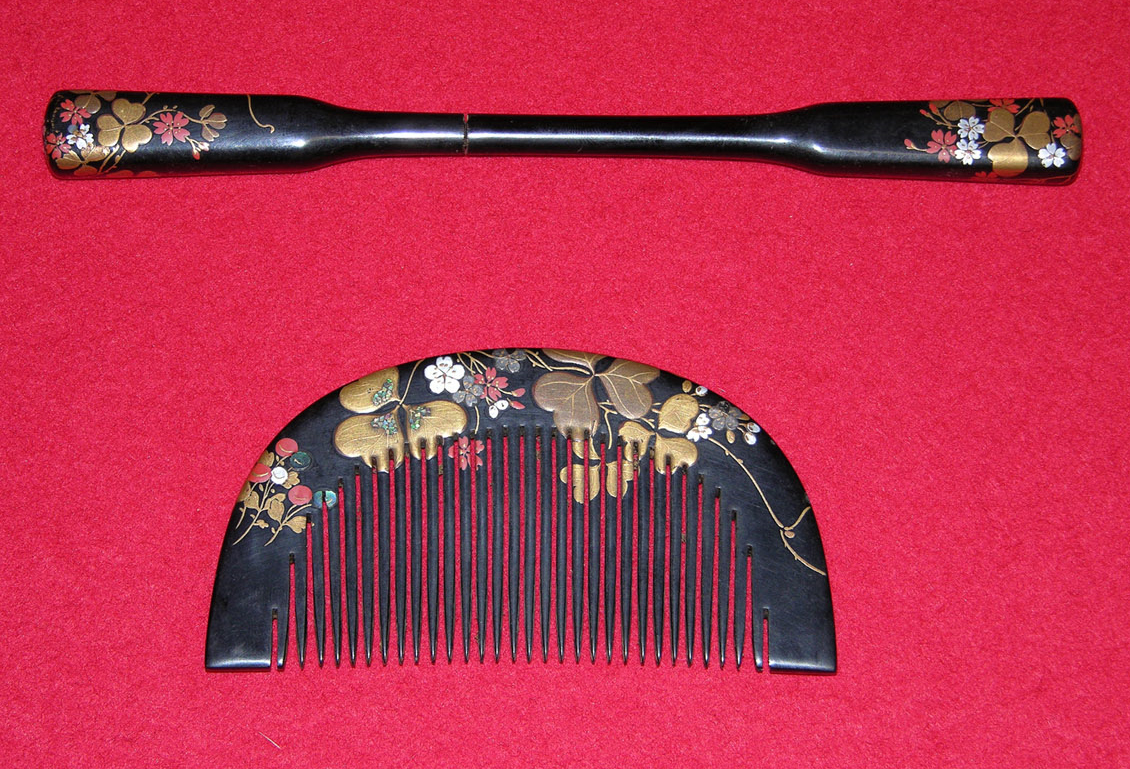
Un kogai și un kushi

### Hana kanzashi
Cu hana kanzashi, floarea lungă este caracteristică maiko. Acestea sunt create din pătrate de mătase printr-o tehnică cunoscută sub numele de tsumami. Fiecare pătrat este împăturit de mai multe ori cu ajutorul pensetei și tăiat într-o singură petală. Florile sunt făcute din aceste petale pliate de țesătură și pot conține de la cinci petale până la 75 sau mai multe, în funcție de floarea realizată. Un „hana kanzashi” este un mănunchi de flori și poate să includă bira-bira și/sau panglici lungi de petale tsumami, concepute pentru a semăna cu petalele de wisteria. În general, hana kanzashi sunt purtate în perechi, câte una pentru fiecare parte a capului, adesea cu un kushi și/sau cu mai multe flori individuale împrăștiate în jurul părului. Florile sunt lipite pe suporturi din metal sau carton care sunt atașate de o sârmă și sunt strânse împreună pentru a crea buchete și alte aranjamente. Sunt modele de kanzashi ce seamănă cu animalele, cel mai recunoscut fiind cocorul. Detalierea staminelor este creată prin utilizarea de midzuhiki, care este o sfoară puternică, subțire, realizată din hârtie washi, și este adesea colorată și utilizată pentru lucrări decorative. Mai nou, ca hobby, florile sunt lipite pe fetru, ceea ce oferă elasticitate și este accesibil tuturor.
Geisha, în special maiko, poartă diverse stiluri de hana kanzashi pentru fiecare lună a anului.

### Kanzashi sezonier

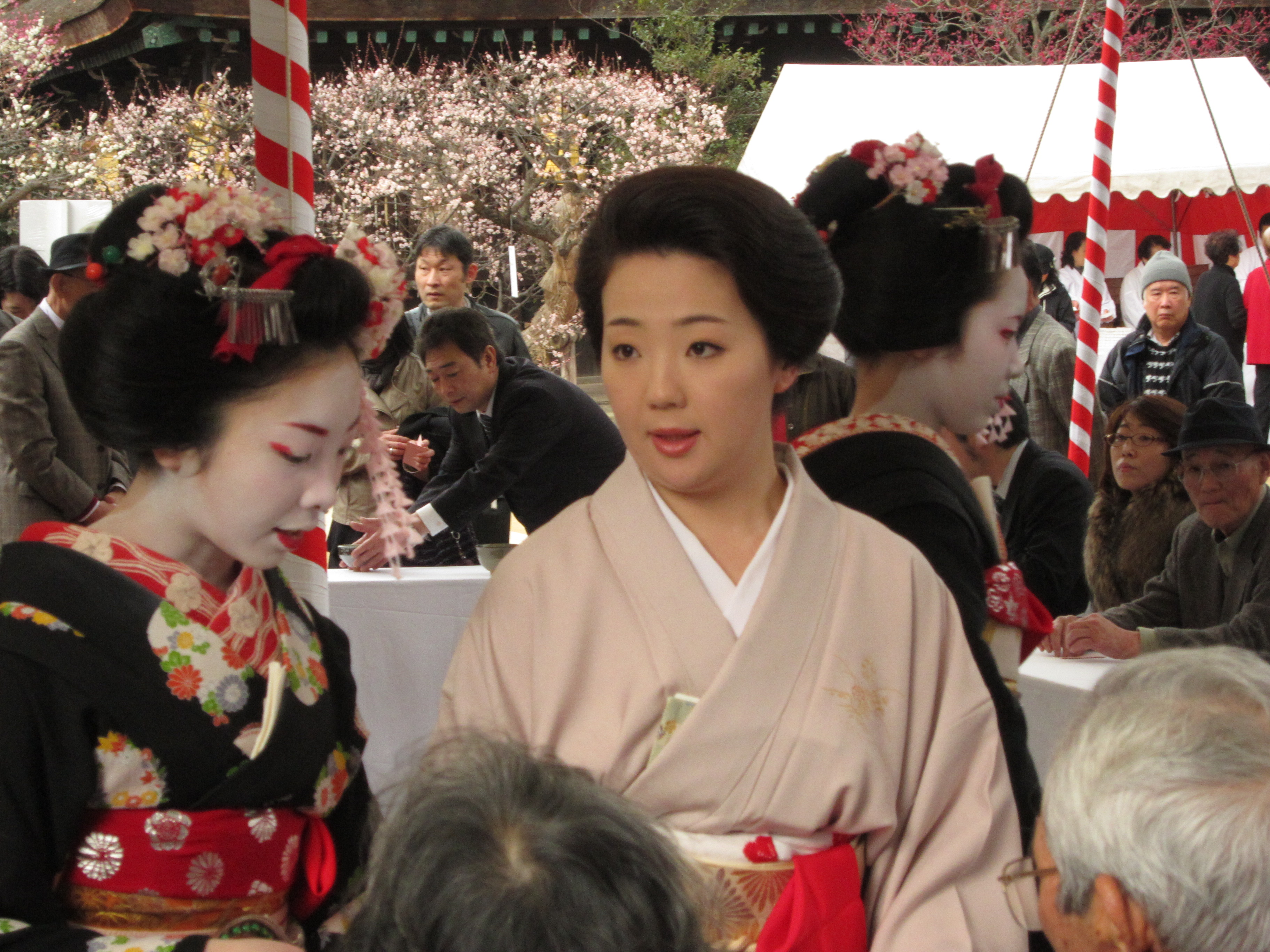
Flori de prune în părul maiko în februarie

Anotimpurile dictează ce fel de ornament de păr este purtat în Japonia. De obicei, acest lucru este practicat de gheișe și maiko, care tind să fie singurele femei japoneze care poartă kanzashi suficient de des pentru ca schimbările sezoniere să fie vizibile. Deoarece maiko poartă kanzashi mai elaborate decât gheișele lor superioare, schimbările sezoniere sunt și mai importante.
Ianuarie este prezentat prin tema Noului An Japonez, fiind și modele precum, bambucul, vrabia, etc.
Februarie este prezentat prin culorile roz si uneori roșu cu flori de prune ce sunt pe larg vizibile în această perioadă și simbolizează iubirea tânără și venirea primăverii.